# Davie Selke
Davie Selke (* 20. ledna 1995 Schorndorf) je německý fotbalový útočník a bývalý mládežnický reprezentant, od roku 2017 hráč klubu Hertha BSC. Od roku 2020 hostoval ve Werderu Brémy a od roku 2023 působí v 1. FC Kolín nad Rýnem. Je zčásti etiopského a českého původu a tak je způsobilý hrát i za některou z těchto zemí.

## Klubová kariéra
- FV Weinstadt (mládež)
- SV Fellbach (mládež)
- TSV Schmiden (mládež)
- FSV Waiblingen (mládež)
- Stuttgarter Kickers (mládež)
- VfB Stuttgart (mládež)
- 1. FC Normannia Gmünd (mládež)
- TSG 1899 Hoffenheim (mládež)
- SV Werder Bremen (mládež)
- SV Werder Bremen 2013–2015
- RB Leipzig 2015–2017
- Hertha BSC 2017–
- SV Werder Bremen (hostování) 2020–

## Reprezentační kariéra
Selke nastupoval za německé mládežnické reprezentace U16, U17, U18, U19, U20, U21 a U23.

Zúčastnil se Mistrovství Evropy hráčů do 19 let 2014 v Maďarsku, kde mladí Němci vyhráli titul (svůj třetí).
Hrál na Mistrovství Evropy hráčů do 21 let 2017 v Polsku, kde s týmem získal titul (historicky druhý pro Německo).
Zúčastnil se LOH 2016 v brazilském Rio de Janeiru, kde Němci získali stříbrné medaile po finálové porážce 4:5 v penaltovém rozstřelu proti Brazílii.